# Plega fratercula
Plega fratercula är en insektsart som beskrevs av Rehn 1939. Plega fratercula ingår i släktet Plega och familjen fångsländor. Inga underarter finns listade i Catalogue of Life.